# سادالي
سادالي، (بالإنجليزية: Sadali, Sardinia)‏، هي بلدية، في مقاطعة جنوب سردينيا، في جزيرة سردينيا الإيطالية. في عام 2006، كان عدد سكانها 1054 نسمة، ومساحة 49.88 كيلومتر مربع (19.26 ميل مربع)، والتي تبلغ حوالي 21 شخصا لكل كيلومتر مربع (55 / ميل مربع).

## السكان
في سنة 1861 بلغ عدد السكان 720 نسمة، وتطور العدد ليصل في سنة 2011 لـ 918 نسمة.
يظهر هذا المخطط البياني تطور النمو السكاني لـ سادالي